# Spania GTA Spano
El Spania GTA Spano es un automóvil superdeportivo cupé biplaza de dos puertas, con motor central-trasero montado longitudinalmente y de tracción trasera, construido por el fabricante valenciano Spania GTA desde 2012.

## Desarrollo
El proyecto llevado en secreto desde el año 2005, vio la luz en 2008 cuando se presentó el modelo bajo la denominación de GTA Hispano. Tras la creación y presentación de varios prototipos de preproducción, el fabricante lo llevaría a producción en 2012 bajo una tirada limitada de 99 unidades, con un precio de 700 000 € por unidad.
Desde 2008, un nutrido grupo de ingenieros trabajó en el proyecto bajo la dirección de Domingo Ochoa, quien cuenta con más de 15 años de experiencia en el automovilismo de competición, punto clave para el desarrollo técnico del vehículo, que cuenta con varias patentes mundiales, cinco totalmente tramitadas según la última presentación de la empresa; y haría uso de otras tantas nunca instaladas antes en vehículos españoles.

## Presentación

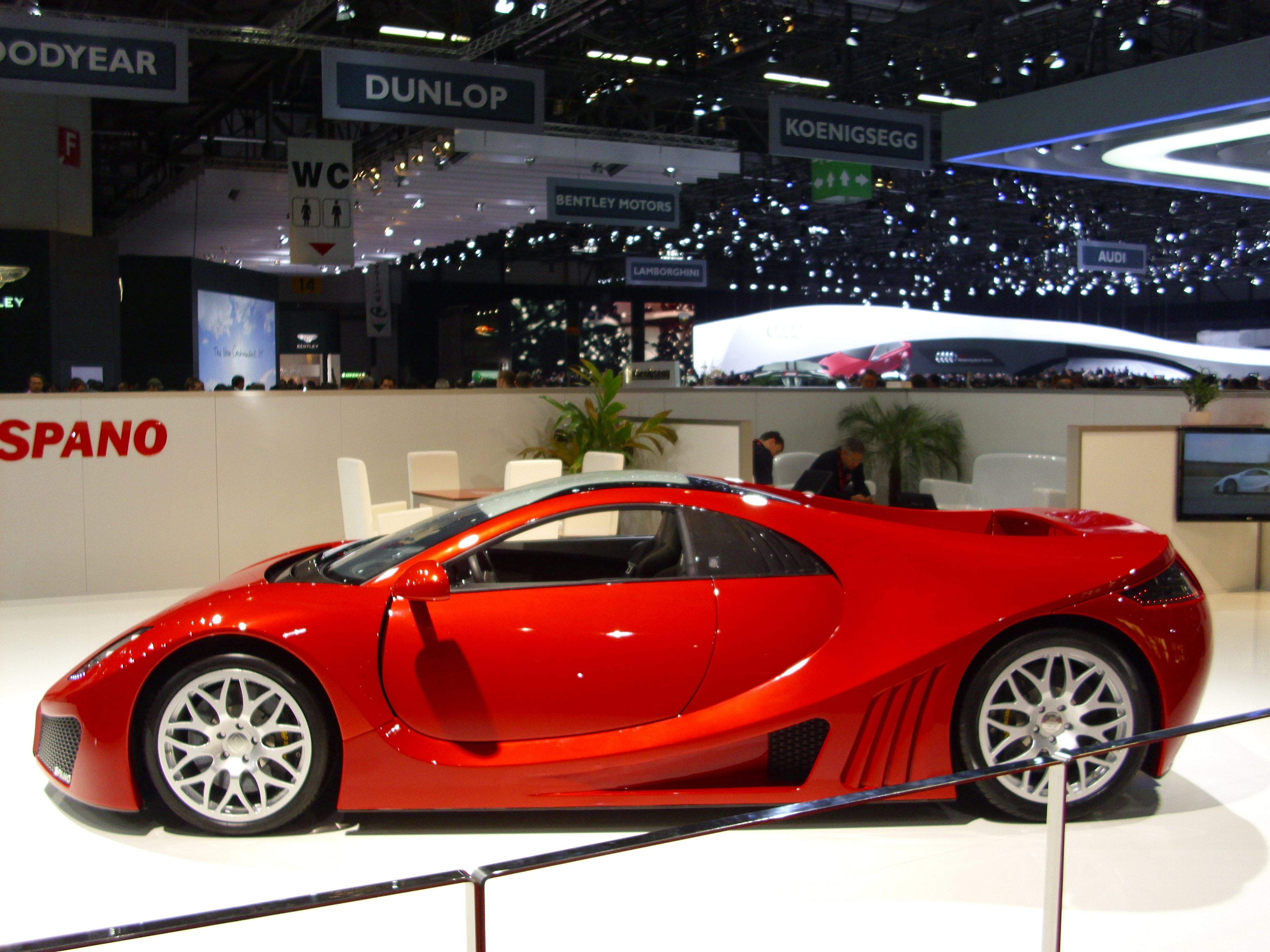
Vista lateral izquierda.

En febrero de 2008 se hizo la presentación pública y oficial del proyecto mediante una maqueta en Valencia, concretamente en la Ciudad de las Artes y las Ciencias. En el mismo lugar en abril de 2011, se presentó la primera unidad funcional y pocos días después del 14 al 17, repitió la presentación internacional oficial en el salón Top Marques de Mónaco. Posteriormente, quedaría expuesto en el stand de la entrada principal del Forum Grimaldi, lugar donde se llevó a cabo este salón del 15 al 18 de abril.
En agosto comenzaron las pruebas del primer prototipo en el Circuito de Cheste. Parecía ser que las primeras unidades empezarían su fabricación y entregadas a finales de 2010, pero la producción se retrasó. Sin embargo, fue presentado en Valencia en 2009 y las primeras unidades ya estaban casi listas y estaba prevista la construcción de 99 unidades más el prototipo a partir de 2012, lo que aumenta más si cabe la exclusividad del mismo.
En el Salón del Automóvil de Ginebra de 2015, se presentó el nuevo Spania GTA Spano con aspecto renovado. Tiene la peculiaridad de ser el primer automóvil que usa grafeno en algunos de sus componentes.
El objetivo de empresa era fabricar 99 unidades, aunque en la actualidad solamente existen doce, de las cuales diez han sido fabricadas en la primera serie y otras dos de la segunda generación.

## Diseño
Se caracteriza por sus altas prestaciones, pero también por la exclusividad de sus líneas y su diseño exterior e interior.

### Diseño exterior
El diseño exterior ha corrido por cuenta del diseñador valenciano Sento Pallardó, director de ingeniería de GTA Motor. Su fabricación se realizaría exclusivamente en la planta de la localidad valenciana de Ribarroja del Turia donde tiene su sede la empresa, así como las principales instalaciones. Los retrovisores laterales están fabricados en fibra de carbono y unidos a la carrocería por un ligero brazo de aluminio. Debido a la posición central del motor, el espacio trasero para la cajuela es relativamente reducido, por lo que, además del trasero de 200 L (7,1 pies cúbicos), tiene habilitado otro bajo el cofre de 100 L (3,5 pies cúbicos).

### Diseño interior y equipamiento
El diseño del interior se ha centrado en conseguir el máximo espacio y luminosidad. En lo referente al espacio el habitáculo, está pensado para albergar ocupantes de hasta 2 metros (6' 6,70") de altura de forma confortable. Los asientos de serie marca Recaro, están tapizados en piel con el logotipo de la marca grabado. El volante de tres radios está fabricado en fibra de carbono y forrado en piel a juego. Los colores y acabados del interior son elegidos por cada cliente para adaptarlos a sus gustos.
El gran techo panorámico otorga una gran luminosidad, construido de una pieza logra además una gran amplitud al no existir ningún guarnecido ni mecanismo, no hay espejo retrovisor central ni parasoles. La transparencia del techo puede ser controlada por un sistema electrónico, integrados en el mismo cristal están los parasoles que utilizan la misma tecnología.
El elemento principal del panel de instrumentos es una pantalla de LCD, que puede configurarse para mostrar diferentes datos. Otra pantalla de 7 pulgadas (17,8 cm) situada en la consola central, permite ver la parte trasera del vehículo gracias a una micro cámara trasera, que sustituye al espejo retrovisor central, así como controlar y regular el navegador y el equipo de audio, dotado de conexiones para iPod, MP3 y Bluetooth.

#### Techo panorámico de cristal
Su techo panorámico de cristal, que cuenta con un sistema patentado de control de opacidad e iluminación, le otorga una gran sensación de amplitud en el interior.
El fabricante ha creado una tecnología en el campo de la industria del vidrio, debido a la búsqueda constante de mejoras técnicas y nuevos desarrollos. Con la inversión realizada en el campo de la electrónica y los procesos de fabricación en el curvado y laminación del vidrio, dan como resultado un vidrio de última generación con la tecnología nunca antes vista en un automóvil, incluyendo:
- Control electrónico del elevalunas.
- Infrarrojos.
- Protección contra los rayos ultravioleta (UV).
- Alta capacidad de absorción de impactos - blindaje.
- Protección del vidrio contra reflejos y deslumbramientos.

## Características técnicas

### Chasis y carrocería

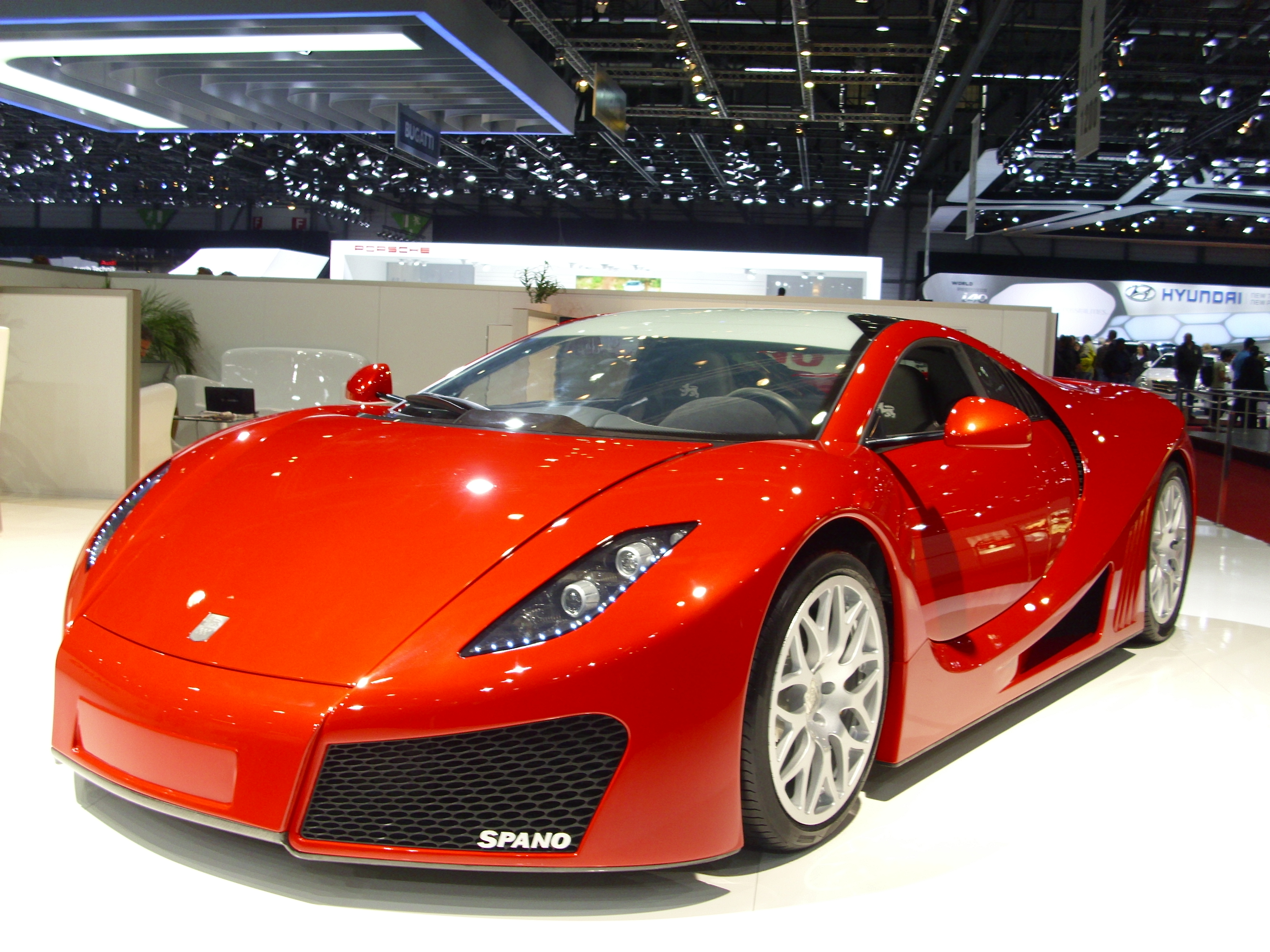
Primera generación de 2011.

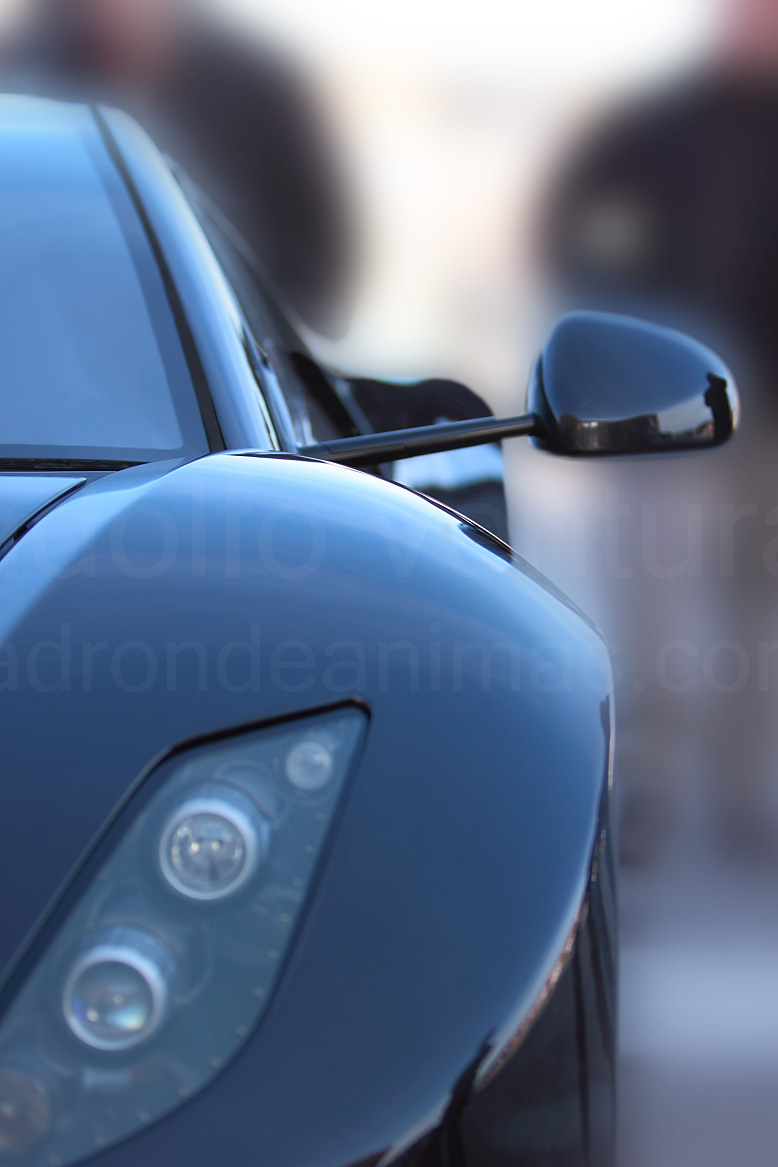
Detalle del faro delantero en un vehículo GTA Spano negro.

Utiliza materiales y tecnología provenientes de la industria aeronáutica. La estructura de su chasis monocasco tipo panal de abejas ("honeycomb"), está fabricado con fibra de carbono, titanio y kevlar, con el que se obtiene una rigidez cuatro veces superior a muchos de los actuales superdeportivos comercializados y, por ende, un altísimo nivel de seguridad, convirtiéndolo en todo un referente en el sector. Aplicando esta tecnología, se consigue un peso del monocasco de menos de 80 kg (176 libras).
El chasis ha sido especialmente uno de los aspectos más a tener en cuenta en la construcción del Spano, de forma que las más altas tecnologías se han aplicado al mundo del automóvil, convirtiendo al coche en uno de los pocos automóviles del mundo en aplicar componentes aeronáuticos, posicionándose así en toda una referencia en el sector del automóvil.
La carrocería está también fabricada en fibra de carbono, con lo que se consigue que el peso en conjunto se sitúa en solamente 1350 kg (2976 libras), con todos los líquidos y equipamientos de confort incluidos. El tanque de combustible tiene una capacidad de 100 litros (26,4 galAm).
Gracias a la especial configuración de su chasis y los materiales empleados, destaca por su gran capacidad de tracción, así como por su facilidad de conducción, contrariamente a lo que se podría pensar en un primer momento al tratarse de un vehículo con una potencia cercana a los 900 CV (888 HP; 662 kW). En este sentido, para favorecer la conducción, dispone de una radio de giro de solamente 10,8 m (35' 51/5"), lo que se traduce en una gran maniobrabilidad.

### Motor y transmisión
Para 2012, el bloque de origen Chrysler derivado del Dodge Viper, se había incrementado a 8285 cm³ (8,3 L; 505,6 plg³) capaz de entregar 820 CV (809 HP; 603 kW) de potencia, con una estética tan elegante como agresiva, haciendo al GTA Spano uno de los superdeportivos de referencia del panorama automotriz internacional. También se ha convertido en el más potente jamás desarrollado en España, recuperando el testigo olvidado durante muchos años de los antiguos Hispano-Suiza y Pegaso, que marcaron una época dentro de la industria del automóvil.
Los técnicos de GTA han trabajado para potenciar el turbocompresor con intercooler, de forma que consiga unas prestaciones con más de 370 km/h (230 mph) de velocidad punta y una aceleración de 0 a 100 km/h (0 a 62 mph) en 2.9 segundos, cifras que lo sitúan directamente entre los cinco coches más rápidos comercializados en todo el mundo. La precisión de la unidad de control de motor (ECU), ayuda a que el V10 ofrezca un aumento progresivo de la potencia en cualquier situación.
Dispone también de un sistema de control electrónico de la potencia suministrada a voluntad del conductor, de forma que se pueda regular la entrega de potencia desde un mínimo de 450 a 780 CV (444 a 769 HP) (331 a 574 kW) y un par máximo de 920 N·m (679 lb·pie). La transmisión está disponible con dos opciones: una automática con paletas de cambio detrás del volante suministrada por CIMA, que también es proveedor, entre otros, de Koenigsegg y Pagani; o una manual secuencial, ambas de siete velocidades.
A partir del modelo 2015, el fabricante ha desarrollado un V10 especial para este vehículo de 7990 cm³ (8 L; 487,6 plg³) montado en posición trasera longitudinal, que le otorga una potencia de 925 CV (912 HP; 680 kW) y un par máximo de 1220 N·m (900 lb·pie).
| Modelos            | Preproducción-2013                         | Desde 2015                          |
| ------------------ | ------------------------------------------ | ----------------------------------- |
| Cilindrada         | 8285 cm³ (8,3 L; 505,6 plg³)               | 7990 cm³ (8 L; 487,6 plg³)          |
| Diámetro x carrera | 4,03 x 3,96 pulgadas (102,4 x 100,6 mm)    | 4 x 3,88 pulgadas (101,6 x 98,6 mm) |
| Potencia máxima    | 780 a 820 CV (769 a 809 HP) (574 a 603 kW) | 925 CV (912 HP; 680 kW) @ 6300 rpm  |
| Par máximo         | 920 N·m (679 lb·pie)                       | 1220 N·m (900 lb·pie)               |

### Suspensión
Cuenta con la asistencia de amortiguadores autorregulables; un spoiler adaptativo con regulación electrónica de altura del vehículo, con capacidad de elevar el coche hasta 8 cm (3,1 pulgadas) para sortear los incómodos baches y badenes habituales en las carreteras, así como facilitar el acceso a los garages, todo ello sujeto a un esquema de suspensiones de doble trapecio, con posibilidades de todo tipo de regulación.

### Ruedas
La buena relación peso a potencia se utiliza adecuadamente, gracias a un sistema de transmisión que establece contacto con el suelo a través de una ruedas compuestas por un conjunto de neumáticos Pirelli 255/35 R19 x 9,5 pulgadas (48,3 x 24,1 cm) en el eje delantero; y algo mayores de 335/30 R20 x 12 pulgadas (50,8 x 30,5 cm) en el trasero.

### Frenos
Para frenar el vehículo, se encargan las pinzas de seis pistones de procedencia AP Racing, "mordiendo" discos carbono-cerámicos de 380 mm (15 pulgadas) de diámetro, mediante un sistema con asistencia neumática y el apoyo del ABS, además de un sofisticado sistema de control de tracción.

## En la cultura popular
Una réplica modelo 2013 color amarillo, apareció en la escena de la carrera final de la película Need for Speed.
También ha aparecido en algunas series de videojuegos de carreras, tales como: Need for Speed, Asphalt, CSR Racing, Forza, entre otros.